# National Board of Review Awards 1947
La 19ª edizione dei National Board of Review Awards si è tenuta il 19 dicembre 1947.

## Classifiche

### Migliori dieci film
- La vita è meravigliosa (It's a Wonderful Life), regia di Frank Capra
- Monsieur Verdoux, regia di Charlie Chaplin
- Sciuscià, regia di Vittorio De Sica
- Odio implacabile (Crossfire), regia di Edward Dmytryk
- Barriera invisibile (Gentleman's Agreement), regia di Elia Kazan
- Boomerang - L'arma che uccide (Boomerang!), regia di Elia Kazan
- Grandi speranze (Great Expectations), regia di David Lean
- Fuggiasco (Odd Man Out), regia di Carol Reed
- The Overlanders, regia di Harry Watt
- Vivere in pace, regia di Luigi Zampa

## Premi
- Miglior film: Monsieur Verdoux, regia di Charlie Chaplin
- Miglior attore: Michael Redgrave (Il lutto si addice ad Elettra)
- Miglior attrice: Celia Johnson (La famiglia Gibson)
- Miglior regista: Elia Kazan (Boomerang - L'arma che uccide e Barriera invisibile)